# Paavo Lipponen
Paavo Tapio Lipponen (født 23. april 1941 i Pello) er en finsk politiker, der var landets statsminister fra 1995 til 2003, formand for Finlands Socialdemokratiske Parti fra 1993 til 2005 og formand for Finlands parlament fra 2003 til 2007. Han er den næstlængst siddende statsminister, kun overgået af Kalevi Sorsa.
Lipponen er kandidat i international politik fra Helsinki Universitet i 1971. Han har bl.a. arbejdet som international sekretær for partiet og 1979-1982 som politisk sekretær for statsminister Mauno Koivisto. I 1983 blev han sekretær for arbejdsminister Veikko Helle, men stoppede samme år, da han blev indvalgt i parlamentet. Han sad i første omgang fire år. Fra 1987 til 1995 var han direktør i Viestintä Teema Oy, fra 1989-1991 chef for Udenrigspolitisk Institut. Han blev indvalgt i parlamentet i 1991 og blev to år efter partiformand. 
Han var kandidat til stillingen som formand for Europa-Kommissionen i 2004, men tabte til José Manuel Barroso.